# Hypena lacessalis
Hypena lacessalis là một loài bướm đêm trong họ Erebidae.